# Wohnhaus Viktoriastraße 7
Das Wohnhaus Viktoriastraße 7 im niedersächsischen Nordenham im Landkreis Wesermarsch stammt wohl vom 19. Jahrhundert.
Aktuell (2023) wird es als Wohnhaus genutzt.
Das Gebäude steht unter Denkmalschutz (siehe auch Liste der Baudenkmale in Nordenham).

## Beschreibung
Das dreigeschossige neunachsige verputzte und teils (EG) verklinkerte Gebäude mit Satteldach, dem vorderen linken Flügel und dem seitlichen Giebelrisalit, beide mit Fachwerk ab den zweiten vorstehenden Obergeschossen, sowie den teils gerahmten eckigen (OGs) und teils segmentbogigen (EG) Fenstern wurde wohl in der zweiten Hälfte des 19. Jahrhunderts gebaut.
Das Landesdenkmalamt befand zur Bedeutung: „… geschichtlich, wissenschaftlich, städtebaulich …“